# Surfwear

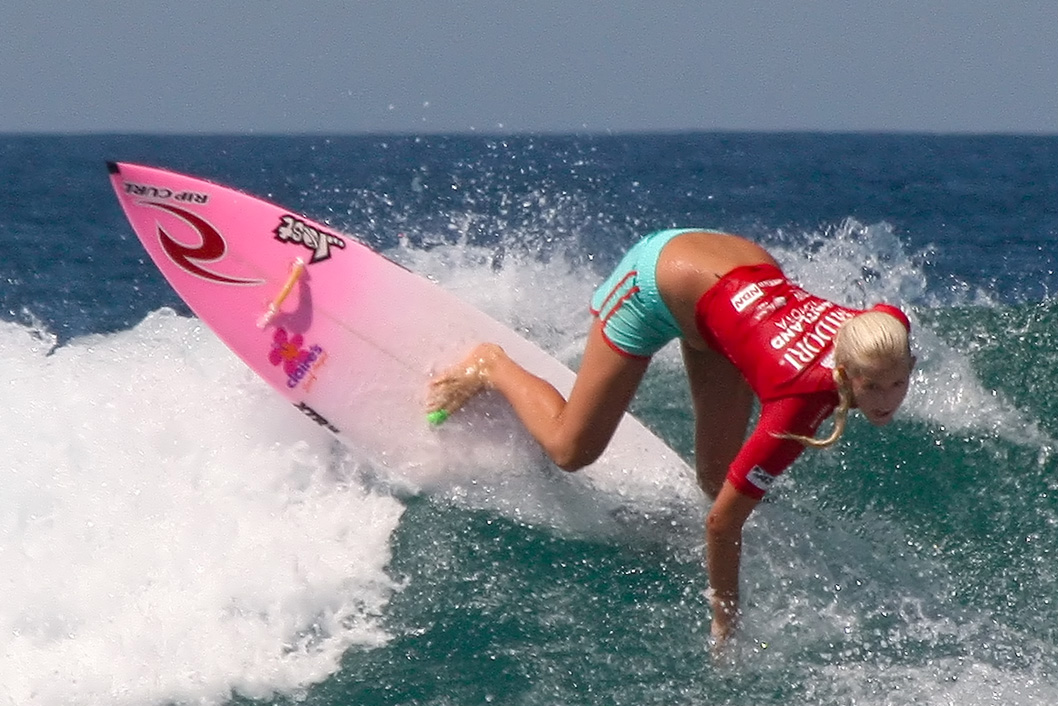
Bethany Hamilton usando surfwear.

Surfwear é um estilo popular de vestuário casual, inspirada pela cultura do surfe. Muitas marcas relacionadas ao surfe surgiram de indústrias artesanais, suprindo surfistas com bermudas, roupas de mergulho, pranchas de surfe e outros acessórios.

## No Brasil
Um ano marcante para o surfwear no Brasil foi 1985, ano de estreia da série de televisão Armação Ilimitada, que tinha como pano de fundo o universo do surfe.
A identificação dos brasileiros com a indumentária surfe foi uma espécie de amor a primeira vista. As cores e as formas confortáveis, características inerentes das peças, tem uma sintonia com o jeito e o modo como os brasileiros buscam se vestir, garantindo assim, o sucesso e o crescimento da quantidade de esportistas e usuários das roupas do segmento.
Em se tratando de surfwear, a demanda é muito grande independente da faixa etária, o que importa, no caso, é o estilo despojado e confortável das roupas. As lojas especializadas do segmento, vendem um arsenal de roupas, como as tradicionais camisetas estampadas com fotos de ondas ou frases ligadas à filosofia do esporte, bermudas com tecnologia nas modelagens e tecidos, calças, moletons, etc.
Além de equipamentos como pranchas, leashes (pequena corda que prende a prancha ao pé do surfista a fim de evitar a perda dela durante a prática do esporte), parafinas, raspadores e capas. Tudo o que for necessário para a prática confortável do esporte.
Existem várias marcas de moda surf que são conhecidas mundialmente, dentre elas Rusty, DC Shoes, Billabong, Hang Loose, Fico, Body Glove, Hurley, Mormaii, Oakley, Quiksilver, Reef, Rip Curl, Volcom, Lost, RVCA, MCD, Roxy (exclusiva para mulheres), dentre muitas outras. É um mercado que fatura cerca de R$ 300 milhões por ano.